# BL出版
ビーエル出版株式会社（ビーエルしゅっぱん、BL出版）は神戸市にある童話・絵本などの児童書の出版社。海外児童書やオリジナルの児童書を出版するとともに、いくつかの児童文学賞受賞作の出版も行っている。また知育玩具の販売も行う。

## 沿革
1970年、ブックローン株式会社の出版部として知育絵本の出版を開始。
1974年にブックローン株式会社から同社の下請け出版企業ブックローン出版株式会社として独立。海外児童書の日本語版の出版や海外メーカーの知育玩具の販売を行う。
1980年、児童書籍の一般市販を開始。
1985年に自社刊行書籍が初受賞（「だっくんあそぼうよ」シリーズ：第32回産経児童出版文化賞）。同年、児童文学賞受賞作の出版を開始（ニッサン童話と絵本のグランプリ絵本部門大賞作品）。
1990年、絵本の情報雑誌「Pee Boo」を創刊。
1997年、ブックローン出版株式会社からビーエル出版株式会社に社名変更。
その後も出版書籍が日本絵本賞や新美南吉児童文学賞など数々の児童文学賞を受賞している。

## 主な出版物
- 日本語訳「ぞうのエルマー」シリーズ
- 日本語訳「トゥートとパドル」シリーズ
- 日本語訳「こねずみミコ」シリーズ
- 日本語訳「カロリーヌとゆかいな8ひき」シリーズ
- 「能の絵本」シリーズ
- 「ワニくん」シリーズ